# Adana ASKI
Le Adana ASKI (ex-Tarsus BK (turc : Tarsus Belediyespor kulübü), « club de sport de la municipalité de Tarse ») est un club féminin turc de basket-ball évoluant dans la ville d'Adana et participant en 2012 à la TKBL, la plus haute division du championnat turc.

## Historique
À l'été 2014, le club est renommé Adana ASKI au lieu de Tarsus Belediyespor kulübü.

## Palmarès
- Ligue turque :
  - Championnat turc de basket-ball 2005-2006 de 2e division : 1er
  - 2006-2007 : 11e
  - Championnat turc de basket-ball 2007-2008 de 2e division : ?
  - 2008-2009 : 6e
  - 2009-2010 : 6e
  - 2010-2011 : 3e
  - 2011-2012 : 11e
- Finaliste de la Coupe de Turquie  2011

## Effectif 2012-2013
| Numéro | Nom                  | Née le            | Taille | Nationalité        | Poste           |
|        | Ilknur Yildizhan     | 14 septembre 1996 | 1,86 m | Turquie            | Ailière forte   |
| 5      | Deniz Boz            | 13 août 1982      | 1,72 m | Turquie            | Meneuse         |
| 6      | Gökce Dogan          | 13 octobre 1986   | 1,75 m | Turquie            | Arrière         |
| 8      | DeLisha Milton-Jones | 11 septembre 1974 | 1,86 m | États-Unis         | Ailière forte   |
| 9      | Seda Tabakci         | 24 novembre 1985  | 1,88 m | Turquie            | Ailière forte   |
| 10     | Dila Askin           | 14 août 1987      | 1,77 m | Turquie            | Arrière-Ailière |
| 11     | Cindy Lima           | 21 juin 1981      | 1,96 m | Espagne            | Pivot           |
|        | Shay Doron           | 1er avril 1985    | 1,75 m | Israël             | Arrière         |
| 13     | Amaya Valdemoro      | 18 août 1976      | 1,83 m | Espagne            | Ailière         |
| 14     | Deniz Colakoglu      | 8 mars 1987       | 1,85 m | Turquie            | Ailière         |
| 23     | Danielle Robinson    | 10 mai 1989       | 1,75 m | États-Unis         | Pivot           |
| 33     | Melike Talaslioglu   | 30 août 1989      | 1,72 m | Turquie            | Arrière         |
| 34     | Melisa Can           | 12 mai 1984       | 1,88 m | Turquie États-Unis | Ailière forte   |
| 35     | Liene Jansone        | 22 mai 1981       | 1,92 m | Lettonie           | Ailière forte   |

Entraîneur : Erdal Yegin puis Olcay Orak.
Assistant : Ozlem Sencan, Hakan Talaslioglu
Maryam Gultekin est signée fin décembre 2012, après avoir commencé la saison à Canik (3,1 points).

## Effectif 2011-2012
| Numéro | Nom                  | Née le            | Taille | Nationalité | Poste         |
|        | Tangela Smith        | 1er avril 1977    | 1,93 m | États-Unis  | Ailière       |
|        | Ketia Swanier        | 10 août 1986      | 1,70 m | États-Unis  | Arrière       |
|        | DeLisha Milton-Jones | 11 septembre 1974 | 1,85 m | États-Unis  | Ailière       |
|        | Nazli Guler          | 1982              | 1,84 m | Turquie     | Ailière       |
|        | Renee Montgomery     | 2 décembre 1986   | 1,70 m | États-Unis  | Meneuse       |
|        | Ivory Latta          | 1984              | 1,68 m | États-Unis  | Arrière       |
|        | Jessica Adair        | 1986              | 1,93 m | États-Unis  | Pivot         |
|        | Nesibe Uzun          | 1976              | 1,81 m | Turquie     | Ailière       |
|        | Andrea Riley         | 1988              | 1,65 m | États-Unis  | Meneuse       |
|        | Jeanette Pohlen      | 2 mai 1989        | 1,83 m | États-Unis  | Arrière       |
|        | Tugba Talaslioglu    | 1986              | 1,75 m | Turquie     | Arrière       |
|        | Yasemin Dalgalar     | 1988              | 1,83 m | Turquie     | Ailière       |
|        | Chasity Melvin       | 3 mai 1976        | 1,91 m | États-Unis  | Intérieure    |
|        | Duygu Firat          | 1990              | 1,89 m | Turquie     | Ailière forte |

Entraîneur :  Avsar Hikmet

## Joueuses célèbres ou marquantes
- DeLisha Milton-Jones
- Betty Lennox

## Galerie

Ancien logo du club